# Barrio de Temazcaltitlán
El barrio de Temazcalititlán formó parte de México-Tenochtitlan, en el campan conocido como Zoquiapan, al noroeste de la ciudad mexica. En la época colonial integró el barrio de la Merced.

## Antecedentes
Temazcaltitlán, junto a Mixiuhca y Tultenco, fue una de las primeras zonas habitadas por los mexicas tenochcas cuando establecieron su altépetl entre los siglos XII y XIII. Según la Crónica mexicáyotl, recibió dicho nombre dado que:

En un día del estío, 9 viento, por su causa ahora se llama Mixiuhcan el sitio; por esto vinieron luego asentarse donde se levanta el templecito de San Pablo Itepotzco, donde hicieron el "temazcal", en que bañaron a la doncella hija de los mexicanos llamada Quetzalmoyahuatzin, la madre de Contzallan, por lo cual se denomina Temazcaltitlan. Allí se bañaron, y ahí se establecieron y se quedaron.
Fernando Alvarado Tezozómoc. Crónica mexicáyotl 

Según Juan de Torquemada  en este sitio los sacerdotes mexicas Axolohua y Cuauhcóatl, luego de permanecer en distintos sitios de la Cuenca de México, decidieron establecer entre "carriços y espesuras de Juncias" la ciudad primitiva de México-Tenochtitlan por mandato de Huitzilopochtli.
En el Códice Aubin de 1576 se consigna el mismo hecho:

1 Acatl xihuitl inic on miquanique in Zoquipan inipan in ce acatl xihuitl ce oncan mixiuh inin cihuahuan in Mexica oncan in Zoquipan. Auh niman ic quichiuhque inin Temazcal in oncan Temazcaltitlan in ye oncan cate, niman oncan omotenque oncan onehuaque in tlatemoto, ic chicuhcnauhpohuatl xihuitl on caxtolli ozcs in nenenque. (En 1 Acatl se situaron los Mexicanos en Zoquipan y sucedió que en este año y en este lugar tuvieron alumbramiento muchas mujeres mexicanas. Los hombres hicieron temascales (baño de vapor indígena) diciendo que estaban en Temazcaltitlán. Se bañaron, saliendo en seguida 180 exploradores).
Códice Aubin 

Temazcaltitlan formaría a la postre el calpan de Zoquiapan, ubicado al sureste de la ciudad mexica. En la época colonial Zoquiapan recibió el nombre de San Pablo Teopan. En sus inmediaciones corrió por tres siglos la Acequia Real de la Ciudad de México y el inicio de la Calzada de la Viga.